# Graphiphora sierrae
Graphiphora sierrae là một loài bướm đêm trong họ Noctuidae.